# 1970–1979
| 1960–1969 | 1970 | 1971 | 1972 | 1973 | 1974 | 1975 | 1976 | 1977 | 1978 | 1979 | 1980–1989 |

Roky 1970–1979, souhrnně zvané 70. léta 20. století, jsou obdobím, které ve svobodném světě po uvolnění tradičních kulturních a společenských vzorců ve druhé polovině 60. let nastolilo s tím související otázky po správném zacházení se sociálními a environmentálními problémy.
V Čechách, na Moravě a na Slovensku se jednalo o období charakterizované návratem totality, cenzury a nesvobody v podobě normalizace a okupace území sovětskými vojsky. V západním světě pokračuje boj za ženská práva, jehož úspěch ukazuje vítězství Margaret Thatcherové v britských volbách, kde se stává první premiérkou v Británii. Dále se západní svět potýká s ropnými krizemi z roku 1973 a 1979.

## Věda a technika
V sedmdesátých letech pokračoval vesmírný výzkum a pozornost se postupně přesouvala od přistání na Měsíci k dalším cílům. V roce 1971 Sovětský svaz vypustil první orbitální stanici Saljut 1, která se stala předchůdcem moderních vesmírných stanic. O dva roky později, v roce 1973, NASA vypustila svou první orbitální stanici Skylab, která sloužila k vědeckým experimentům a pozorování Země. V roce 1975 se uskutečnilo první mezinárodní setkání ve vesmíru, kdy se americká loď Apollo spojila se sovětskou lodí Sojuz v rámci mise Sojuz-Apollo. Tato událost symbolizovala spolupráci mezi USA a SSSR navzdory studené válce.
Počítačové technologie zažily v 70. letech velký krok vpřed. V roce 1971 představila společnost Intel první komerčně dostupný mikroprocesor Intel 4004, který položil základy pro moderní počítačovou revoluci. Tento malý čip umožnil vývoj osobních počítačů a dalších elektronických zařízení. V roce 1976 založili Steve Jobs a Steve Wozniak společnost Apple a představili první osobní počítač Apple I, který se stal předchůdcem počítačů pro masové použití. O rok později, v roce 1977, byl uveden Apple II, který přinesl barevnou grafiku a jednoduché ovládání, čímž otevřel dveře široké veřejnosti.
Medicína zaznamenala v tomto desetiletí významné pokroky. V roce 1971 byl vyvinut první CT skener (výpočetní tomografie), který umožnil lékařům získat detailní 3D obrazy vnitřních orgánů. Tento přístroj revolucionizoval diagnostiku a léčbu mnoha onemocnění. V roce 1978 byla představena první umělá lidská inzulinová pumpa, která zlepšila léčbu diabetu. Současně se rozvíjely techniky asistované reprodukce – v roce 1978 se narodilo první dítě ze zkumavky, Louise Brownová, což byl průlom v léčbě neplodnosti.
Energetika prošla v 70. letech významnými změnami. Ropná krize v letech 1973 a 1979 upozornila na závislost světa na fosilních palivech a podnítila výzkum alternativních zdrojů energie. V roce 1974 byla v Dánsku uvedena do provozu první komerční větrná elektrárna, což položilo základy pro moderní větrnou energetiku.
V roce 1976 byl představen Concorde, první nadzvukový dopravní letoun, který zkracoval dobu letů mezi Evropou a Amerikou na polovinu. Ačkoli se nakonec neprosadil kvůli vysokým nákladům a hlukovým omezením, stal se symbolem technologického pokroku. V automobilovém průmyslu se začaly prosazovat technologie snižující emise, jako byl katalyzátor, který byl poprvé široce používán v 70. letech.
V roce 1973 představila společnost Motorola první přenosný mobilní telefon DynaTAC. Tento přístroj, i když byl velký a drahý, položil základy pro moderní mobilní komunikaci.

## 70. léta v Československu
Bývalý ministr vnitra Lubomír Štrougal vystřídal 28. ledna 1970 v čele vlády reformního komunistu Oldřicha Černíka a postupně byl premiérem v následujících šesti vládách do roku 1988. Ústřední výbor KSČ vydal 10. prosince dokument Poučení z krizového vývoje, kterým potvrdil proces tzv. normalizace. K tomu se přihlásil i XIV. sjezd KSČ v květnu 1971. Političtí odpůrci již nebyli popravováni, ale byli vězněni, biti, propouštěni ze zaměstnání a jejich děti nemohly studovat. Nastala další vlna emigrace.
Prezident Ludvík Svoboda byl 22. března 1973 opět zvolen, ale se zhoršujícím se zdravotním stavem musel 28. května 1975 na svou funkci rezignovat. Novým prezidentem byl druhý den zvolen generální tajemník ÚV KSČ a bývalý politický vězeň Gustáv Husák.
Představitelé více než 30 zemí včetně Československa podepsali v Helsinkách 1. srpna 1975 Závěrečný akt Konference o bezpečnosti a spolupráci v Evropě. Tím se zavázali mimo jiné k respektování lidských práv a základních svobod včetně svobody smýšlení, svědomí, náboženství nebo přesvědčení. Pro československý komunistický režim to bylo formalitou, ale zdejší opozice se na tento závazek odvolávala i právní cestou. V říjnu 1976 proběhly další nedemokratické volby do zastupitelských orgánů. Ve stejném roce byli zatčeni členové kapely The Plastic People of the Universe a několik dalších umělců tzv. "druhé kultury". Zpěvák kapely a kanadský občan Paul Wilson byl vyhoštěn ze země. Následující politický proces byl pozorně sledován českými disidenty i zahraničními médii.
V reakci na rozsudky se mezi disidenty zformovala občanská iniciativa Charta 77. Ta se dovolávala závazků vlády, ke kterým se v roce 1975 v Helsinkách přihlásila. Prohlášení Charty začaly podepisovat osobnosti z kultury, politiky i stovky řadových občanů. Režim na to 28. ledna 1977 reagoval vytvořením tzv. Anticharty, kde měli umělci svým podpisem Chartu 77 odsoudit. Státní bezpečnost zahájila 21. prosince 1977 operaci Akce Asanace. V ní během 7 let za pomocí psychického nátlaku a fyzického násilí donutila téměř 300 odpůrců režimu k emigraci. Po sérii výslechů zemřel 13. března 1978 filozof Jan Patočka. Na konkrétní případy policejní a soudní zvůle začal upozorňovat Výbor na obranu nespravedlivě stíhaných, který vznikl 27. dubna 1978. Při posledním velkém politickém procesu byli 23. října 1979 členové Výboru Petr Uhl, Václav Havel, Otta Bednářová a Jiří Dienstbier odsouzeni k trestům odnětí svobody na 2–5 let, Dana Němcová podmíněně na 2 roky.

### Československá kultura
Československá kultura 70. let byla poznamenána normalizací a cenzurou. Československá nová vlna odezněla a povolená tvorba se začala zaměřovat spíše na masovou zábavu. Emigrovali spisovatelé Milan Kundera, Pavel Kohout, Arnošt Lustig, Josef Škvorecký, Jiří Kolář a další. Hudební a literární díla začala vycházet v samizdatu přímo v Československu (Edice Petlice, Edice Expedice) nebo byla pašována ze zahraničí (’68 Publishers, nakladatelství Index, Šafrán 78). Postupně začala vznikat tzv. "druhá kultura", která se dostala do otevřeného střetu s komunistickou mocí během soudního procesu s kapelou The Plastic People of the Universe.
V anketě Zlatý slavík o nejpopulárnějšího interpreta populární hudby se na první místa dostali Karel Gott, Naďa Urbánková, Hana Zagorová, Eva Pilarová, Orchestr Ladislava Štaidla a kapela Katapult. Vznikly kapely Citron, Pražský výběr, Katapult, Yo Yo Band, Marsyas, Žlutý pes, Abraxas, Psí vojáci, Brontosauři, Nezmaři, Etc..., AG Flek, Javory, Jablkoň a Originální pražský synkopický orchestr. Bylo založeno Divadlo Sklep a Švandovo divadlo na Smíchově.
V tomto období měly premiéru filmy Oldřicha Lipského (Marečku, podejte mi pero!, Adéla ještě nevečeřela, Čtyři vraždy stačí, drahoušku, Jáchyme, hoď ho do stroje!), Jiřího Menzela (Na samotě u lesa), Karla Zemana (Čarodějův učeň, Pohádky tisíce a jedné noci, Na kometě), Karla Kachyni (Ucho, Zlatí úhoři, Lásky mezi kapkami deště, Už zase skáču přes kaluže), Václava Vorlíčka (Tři oříšky pro Popelku, Jak utopit dr. Mráčka aneb Konec vodníků v Čechách, Dívka na koštěti, Pane, vy jste vdova!), Věry Plívové-Šimkové (Páni kluci), Ladislava Smoljaka (Kulový blesk), Juraje Herze (Petrolejové lampy) nebo Františka Vláčila (Stíny horkého léta).
Některé filmy (tzv. "trezorové") cenzura zakázala promítat z politických důvodů (Bílá paní, Všichni dobří rodáci, Skřivánci na niti, Ucho) či z důvodů emigrace jejich tvůrců (Miloš Forman, Vojtěch Jasný, Jan Tříska).

### Československý sport
Na zimních olympijských hrách v roce 1972 v japonském Sapporu získali českoslovenští sportovci 3 medaile, z toho jednu zlatou Ondrej Nepela za krasobruslení. Na letních hrách v Mnichově ve stejném roce obdrželi 8 medailí, z toho 2 zlaté Ludvík Daněk za hod diskem a Vítězslav Mácha za řecko-římský zápas. Hry byly poznamenány útokem skupiny Černé září, která zavraždila 11 izraelských sportovců. Na zimních olympijských hrách roku 1976 v Innsbrucku českoslovenští hokejisté získali stříbrnou medaili. Z letních her v Monteralu ve stejném roce sportovci přivezli 8 medailí, z toho 2 zlaté Josef Panáček za sportovní střelbu a Anton Tkáč za cyklistiku.
Na mistrovství světa v ledním hokeji v letech 1972, 1976 a 1977 získali českoslovenští hokejisté zlaté medaile, v letech 1971, 1974, 1975, 1978 a 1979 stříbrné a 1970 a 1973 bronzové. V letech 1972 a 1979 mistrovství pořádalo Československo. Českoslovenští fotbalisté v roce 1976 zvítězili na mistrovství Evropy v Jugoslávii a získali zlatou medaili.

### Další události v Československu
- 10. května 1970 – Z nové budovy na Kavčích horách zahájila Československá televize vysílání druhého programu.
- 9. června 1970 – Při povodních na jižní Moravě se v Šardicích v dole utopilo 34 horníků.
- 1. září 1971 – V Praze byla zahájena výstavba největšího českého sídliště Jižního Města.
- 26.-27. ledna 1972 – Let JAT 367: Po explozi trhaviny a následném pádu jugoslávského dopravního letadla u Srbské Kamenice na Děčínsku zahynulo 27 lidí. Pád z výšky 10 km přežila letuška Vesna Vulovičová.
- 8. června 1972 – Na vnitrostátním letu z Mariánských Lázní do Prahy uneslo 10 osob dopravní letoun do Bavorska. Během únosu byl zastřelen pilot.
- 26. srpna 1972 – V Bratislavě byl dán do provozu Most Slovenského národního povstání.
- 16. října 1972 – V Praze byla ukončena trolejbusová doprava.
- 24. října 1972 – V Jaslovských Bohunicích u Trnavy zahájila provoz první československá jaderná elektrárna.
- 1. ledna 1973 – Československá pošta zavedla poštovní směrovací čísla.
- 10. července 1973 – Olga Hepnarová úmyslně zabila nákladním automobilem v Praze 8 lidí.
- 21. září 1973 – V Liberci zahájil provoz vysílač a hotel Ještěd.
- 11. prosince 1973 – Československo a Západní Německo uzavřely Smlouvu o vzájemných vztazích, uznaly neplatnost Mnichovské dohody a obnovily diplomatické styky.
- 9. května 1974 – Na trase o délce 6,7 km zahájilo provoz pražské metro.
- 28. ledna 1975 – V Praze zemřel bývalý prezident Antonín Novotný.
- 27. října 1975 – V Mostě byl při záchranných pracích po kolejích přesunut kostel Nanebevzetí Panny Marie o 841 metrů.
- 28. července 1976 – Při největší letecké havárii v Československu zahynulo ve Zlatých pieskach u Bratislavy 76 lidí.
- 2. března 1978 – V raketě Sojuz 28 společně se sovětským kosmonautem Alexejem Gubarevem odstartoval z kosmodromu Bajkonur první československý kosmonaut Vladimír Remek.
- 1. ledna 1979 – Pokles teploty o 30 °C během 24 hodin způsobil energetickou krizi a byly vyhlášeny měsíční uhelné prázdniny.
- 20. září 1979 – Zemřel bývalý prezident Ludvík Svoboda.

## Hlavy států a političtí lídři
- Francie
  - prezident: Georges Pompidou (1969–1974), Valéry Giscard d'Estaing (1974–1981)
  - premiér: Jacques Chaban-Delmas (1969–1972), Pierre Messmer (1972–1974), Jacques Chirac (1974–1976), Raymond Barre (1976–1981)
- Sovětský svaz
  - Generální tajemník ÚV KSSS: Leonid Iljič Brežněv (1964–1982)
- Spojené království
  - královna: Alžběta II. (1952–2022)
  - premiér: Harold Wilson (1964–1970), Edward Heath (1970–1974), Harold Wilson (1974–1976), James Callaghan (1976–1979), Margaret Thatcherová (1979–1990)
- Spojené státy americké
  - prezident: Richard Nixon (1969–1974), Gerald Ford (1974–1977), Jimmy Carter (1977–1981)
- Vatikán
  - papež: Pavel VI. (1963–1978), Jan Pavel I. (1978), Jan Pavel II. (1978–2005)
- Československo
  - prezident: Ludvík Svoboda (1968–1975), Gustáv Husák (1975–1989)
  - premiér: Oldřich Černík (1968–1970), Lubomír Štrougal (1970–1988)
- Spolková republika Německo
  - prezident: Gustav Heinemann (1969–1974), Walter Scheel (1974–1979), Karl Carstens (1979–1984)
  - spolkový kancléř: Willy Brandt (1969–1974), Helmut Schmidt (1974–1982)
- Německá demokratická republika
  - Generální tajemník SED: Walter Ulbricht (1950–1971), Erich Honecker (1971–1989)
  - premiér: Walter Ulbricht (1960–1973), Willi Stoph (1976–1989)
- Polsko
  - prezident: Marian Spychalski (1968–1970), Józef Cyrankiewicz (1970–1972), Henryk Jabłoński (1972–1985)
  - premiér: Józef Cyrankiewicz (1954–1970), Piotr Jaroszewicz (1970–1980)
- Rakousko
  - prezident: Franz Jonas (1965–1974), Rudolf Kirchschläger (1974–1986)
  - spolkový kancléř: Josef Klaus (1964–1970), Bruno Kreisky (1970–1983)

## Úmrtí
Během tohoto desetiletí z osobností zemřeli politici Ludvík Svoboda, Eduard VIII., Antonín Novotný, Nikita Sergejevič Chruščov, Francisco Franco, Mao Ce-tung a Charles de Gaulle, umělci Elvis Presley, Pablo Picasso, Charlie Chaplin, Jimi Hendrix, Janis Joplin, Karel Höger, Jaroslav Marvan a Jiří Grossmann, spisovatelé Erich Maria Remarque, John Ronald Reuel Tolkien, Agatha Christie, Ota Pavel a František Hrubín či další osobnosti jako Oskar Schindler, Jan Patočka a Georgij Konstantinovič Žukov.